# Надарени (1. сезона)
Прва сезона америчке телевизијске серије Надарени је заснована на Икс-мен својствима Marvel Comics-а и прати обичне родитеље који поведу породицу у бекство након што открију мутантске способности своје деце. Сезона је повезана са филмском серијом Икс-мен, смештен у алтернативну временску линију где су Икс-мен нестали. Серија је продуцирана од стране 20th Century Fox Television-а у асоцијацији са Marvel Television-ом.
Стивен Мојер и Ејми Ејкер играју родитеље, поред Шона Тила, Натали Алин Линд, Персијем Хајнсом Вајтом, Кобијем Белом, Џејми Чунг, Блером Редфордом и Емилијом Думонт. Серија је наручена као серија у мају 2017. године, након што је пилот снимљен у Даласу. Продукција остатка сезоне се преселила у Атланту, где је фокус био на стварању утемељеног става према избеглицама. Сезона се такође бави идејама дискриминације и како поступци једних могу постати екстремнији од других.
Сезона је емитована од 2. октобра 2017. до 15. јануара 2018. године, преко 13 епизода. Добила је углавном позитиван пријем критичара, посебно због друштвених коментара и улога. Серија Надарени је обновљена за другу сезону 4. јануара 2018. године.

## Епизоде
| Бр. еп. (укупно) | Бр. еп. (у сезони) | Наслов             | Редитељ         | Сценариста                     | Премијера          | Прод. код | Гледаност у С.А.Д. (милиони) |
| ---------------- | ------------------ | ------------------ | --------------- | ------------------------------ | ------------------ | --------- | ---------------------------- |
| 1                | 1                  | Изложен            | Брајан Сингер   | Мет Никс                       | 2. октобар 2017.   |           | 4.90                         |
| 2                | 2                  |                    | Лен Вајзман     | Мет Никс                       | 9. октобар 2017.   |           | 3.79                         |
| 3                | 3                  | Егзодус            | Скот Питерс     | Рашад Рајсани                  | 16. октобар 2017.  |           | 3.46                         |
| 4                | 4                  | Стратегија бега    | Карен Гавиола   | Мередит Лавандер и Марси Јулин | 23. октобар 2017.  |           | 3.36                         |
| 5                | 5                  | Заглављен          | Џерамаја Чечик  | Џим Камполонго                 | 30. октобар 2017.  |           | 3.43                         |
| 6                | 6                  | Чувам ти леђа      | Крејг Сајбелс   | Мелинда Хсу Тејлор             | 6. новембар 2017.  |           | 3.17                         |
| 7                | 7                  | Екстремне мере     | Стивен Сарџик   | Мајкл Хоровиц                  | 13. новембар 2017. |           | 3.00                         |
| 8                | 8                  | Претња истребљењем | Стивен Депол    | Карли Сотерас                  | 20. новембар 2017. |           | 2.90                         |
| 9                | 9                  | Надмудрити         | Лиз Фредландер  | Бред Маркес                    | 4. децембар 2017.  |           | 2.81                         |
| 10               | 10                 | Искориштен         | Крејг Сајбелс   | Џим Камполонго                 | 11. децембар 2017. |           | 2.78                         |
| 11               | 11                 | 3 1                | Дејвид Стрејтон | Мелинда Хсу Тејлор             | 1. јануар 2018.    |           | 2.54                         |
| 12               | 12                 | Извлачење          | Скот Питерс     | Мајкл Хоровиц                  | 15. јануар 2018.   |           | 3.42                         |
| 13               | 13                 | Икс путеви         | Стивен Сарџик   | Мет Никс и Џим Гарви           | 15. јануар 2018.   |           | 3.42                         |